# Kaspisk tiger
Kaspisk tiger eller persisk tiger (Panthera tigris virgata) är en underart av tiger som levde i Iran, Irak, Afghanistan, Turkiet, Mongoliet och Ryssland. Trots att den har setts vid ett flertal tillfällen anses det att den utrotades på 1900-talet. Den siktades senast 1998 i området mellan Afghanistan och Tajikistan och förklarades 2003 utrotad.
Den kaspiska tigern var den tredje största underarten av tiger. Den hade en ganska satt och lång kroppsform med starka ben och ovanligt långa klor. Öronen var små och korta pälsen lång och tät. Färgen påminde om den bengaliska tigerns. En kaspisk tigerhanne kunde väga upp till 240 kilo, medan honan kunde nå upp till 135 kilo.
År 19 f.Kr. fick kejsare Augustus en kaspisk tiger i gåva ifrån den indiska ambassadören. Den blev den första kaspiska tigern som stred i de romerska arenorna. För romarna var den ganska lätt att få tag i eftersom den fanns vid Romarrikets östra gränser. De började att importera tigrar från Kurdistan, Persiska riket och Mesopotamien. I arenorna fick de strida mot gladiatorer och lejon som det numera utdöda europeiska lejonet. 
Under 1900-talet arbetade den ryska regeringen mycket aktivt med att försöka utrota den kaspiska tigern. De hade startat ett program för att göra ny mark att bosätta sig på och det fanns inte något utrymme för tigern i deras planer. Regeringen gav order till armén att döda alla kaspiska tigrar de stötte på runt Kaspiska havet.
Tigrarnas sista fäste i Sovjetunionen var i Tigrovaya balka, ett skyddsområde etablerat 1938, där såg man den sista tigern vid mitten av 1950-talet.